# Tarentola
Tarentola – rodzaj jaszczurek z rodziny Phyllodactylidae.

## Zasięg występowania
Rodzaj obejmuje gatunki występujące w południowej Europie (Portugalia, Gibraltar, Hiszpania, Francja, Włochy, San Marino, Słowenia, Chorwacja, Malta i Grecja), Afryce (Egipt, Libia, Tunezja, Algieria, Maroko, Sahara Zachodnia, Mauretania, Senegal, Gambia, Gwinea Bissau, Gwinea, Sierra Leone, Wybrzeże Kości Słoniowej, Mali, Burkina Faso, Ghana, Togo, Benin, Niger, Nigeria, Kamerun, Czad, Sudan, Erytrea, Dżibuti, Somalia, Etiopia, Sudan Południowy, Republika Środkowoafrykańska i Uganda) i wyspach Morza Karaibskiego (Kuba i Jamajka) i Oceanu Atlantyckiego (Bahamy i Republika Zielonego Przylądka).

## Systematyka
Rodzaj zdefiniował w 1825 roku angielski zoolog John Edward Gray w artykule poświęconym systematyce gadów i płazów wraz z opisem nowych taksonów opublikowanym w czasopiśmie Annals of Philosophy. Gatunkiem typowym jest (oznaczenie monotypowe) tarentola murowa (T. mauritanica).

### Etymologia
- Tarentola: etymologia niejasna, Gray nie podał wyjaśnienia nazwy rodzajowej[2]; być może od nazwy Tarent (wł. Taranto, łac. Tarentum) regionu we południowych Włoszech[8].
- Geckonia: wariant pisowni nazwy rodzajowej Gecko Brongniart, 1800[3]. Gatunek typowy (oznaczenie monotypowe): Geckonia chazaliae Mocquard, 1895.
- Makariogecko: gr. μακαριος makarios ‘szczęśliwy’; rodzaj Gecko Brongniart, 1800; w aluzji do grupy wysp zwanych Makaronezją[4]. Gatunek typowy: Joger podał definicję, nie wyznaczając typu nomenklatorycznego.
- Sahelogecko: Sahel, Afryka; rodzaj Gecko Brongniart, 1800[4]. Gatunek typowy (oznaczenie monotypowe): Gecko annularis Geoffroy Saint-Hilaire, 1827.
- Saharogecko: Sahara, Afryka; rodzaj Gecko Brongniart, 1800[5]. Gatunek typowy (oznaczenie monotypowe): Tarentola neglecta Strauch, 1887.
- Neotarentola: gr. νεος neos ‘nowy’; rodzaj Tarentola Gray, 1825[5]. Gatunek typowy (oznaczenie monotypowe): Platydactylus americanus Gray, 1831.

### Podział systematyczny
Do rodzaju należą następujące gatunki: 

- Tarentola albertschwartzi Sprackland & Swinney, 1998
- Tarentola americana (Gray, 1831)
- Tarentola angustimentalis Steindachner, 1891
- Tarentola annularis (Geoffroy Saint-Hilaire, 1827) – gekon białoplamy
- Tarentola boavistensis Joger, 1993
- Tarentola bocagei Vasconcelos, Perera, Geniez, Harris & Carranza, 2012
- Tarentola boehmei Joger, 1984
- Tarentola boettgeri Steindachner, 1891
- Tarentola caboverdiana Schleich, 1984
- Tarentola chazaliae (Mocquard, 1895)
- Tarentola crombiei Díaz & Hedges, 2008
- Tarentola darwini Joger, 1984
- Tarentola delalandii (Duméril & Bibron, 1836)
- Tarentola deserti Boulenger, 1891
- Tarentola ephippiata O’Shaughnessy, 1875
- Tarentola fascicularis (Daudin, 1802)
- Tarentola fogoensis Vasconcelos, Perera, Geniez, Harris & Carranza, 2012
- Tarentola gigas (Bocage, 1875)
- Tarentola gomerensis Joger & Bischoff, 1983
- Tarentola hoggarensis Werner, 1937
- Tarentola maioensis Schleich, 1984
- Tarentola mauritanica (Linnaeus, 1758) – tarentola murowa[9][10]
- Tarentola mindiae Baha El Din, 1997
- Tarentola neglecta Strauch, 1887
- Tarentola nicolauensis Schleich, 1984
- Tarentola panousei Pasteur, 1959
- Tarentola parvicarinata Joger, 1980
- Tarentola pastoria Trape, Baldé & Ineich, 2012
- Tarentola protogigas Joger, 1984
- Tarentola raziana Schleich, 1984
- Tarentola rudis Boulenger, 1906
- Tarentola senegambiae Joger, 1984
- Tarentola substituta Joger, 1984